# Erythrodiplax fusca
Erythrodiplax fusca is een libellensoort uit de familie van de korenbouten (Libellulidae), onderorde echte libellen (Anisoptera).
De wetenschappelijke naam Erythrodiplax fusca is voor het eerst geldig gepubliceerd in 1842 door Rambur.